# Xã Liberty, Quận Macon, Missouri
Xã Liberty (tiếng Anh: Liberty Township) là một xã thuộc quận Macon, tiểu bang Missouri, Hoa Kỳ. Năm 2010, dân số của xã này là 212 người.